# Colin McRae: Dirt 2
Colin McRae: Dirt 2 (abbreviato Dirt 2) è un videogame di rally della serie Colin McRae Rally sviluppato e pubblicato da Codemasters nel 2009 per PC, PS3 e Xbox 360. Su PC è stato uno dei primi giochi a sfruttare le DirectX 11. È stato annunciato il 19 novembre 2008 e presenta nomi illustri del mondo delle corse al suo interno come Ken Block, Travis Pastrana, Tanner Foust, Dave Mirra e Mohammed Ben Sulayem con cui è possibile gareggiare. Il gioco è stato dedicato alla memoria di Colin McRae, famoso pilota di rally scomparso in un terribile incidente nel 2007, al quale era stata intitolata la serie sin dal primo episodio. Il gioco è il seguito di Colin McRae: DiRT, uscito nel 2007. Nel 2011 è uscito il seguito Dirt 3.

## Caratteristiche di gioco
Il gioco sfrutta caratteristiche avanzate grafiche rispetto al suo predecessore, nuovi effetti di luce e un motore grafico di gran lunga migliorato. Come in Race Driver: GRID e primizia assoluta nella serie, è presente la funzione di rewind durante le gare, che permette di rimediare così a clamorosi errori di guida semplicemente ritornando indietro nel tempo e premendo un tasto apposito al momento desiderato, è comunque un aiuto limitato di pochi secondi e presente in modalità sempre minore all'acuirsi del livello di difficoltà scelto. Le gare presenti si snodano attraverso quattro continenti: Asia, Europa, Africa e America del Nord. La modalità multiplayer (anche LAN) permette di sfidare un massimo di 7 avversari.

## Modalità di gioco
La modalità carriera è il cuore del gioco in single player e presenta ben 100 eventi suddivisi per difficoltà crescente (Esordiente, Pro e All Star) in varie discipline: si va dai classici Rally a tempo agli eventi Trailblazer, Raid, Land Rush per finire con i RallyCross. Sono inoltre presenti modalità speciali come gli eventi Gate Crasher, Domination e Last Man Standing. Affrontando gli eventi della carriera si guadagneranno punti Fama che permetteranno di accumulare soldi e di avanzare di livello sbloccando sia nuovi eventi che nuovi veicoli, incluse livree, accessori e clacson. Nel corso del gioco è possibile anche partecipare ai famosi X-Games.

### Multiplayer
Il multiplayer di DiRT2 consta di due modalità: una classificata fino ad 8 giocatori denominata Tour Pro ed un'altra non classificata, ovvero la Jam Session. Gareggiando in rete, si acquisirà Fama Online che a sua volta contribuirà al proprio livello di Fama Online: questo livello identifica il giocatore nelle gare online mostrando che grado di esperienza ha rispetto agli altri avversari.

## Vetture
Le vetture disponibili sono 35, tutte licenziate e riprodotte con dovizia di particolari e completamente danneggiabili, sono suddivise in sette classi differenti, ognuna adeguata ad uno specifico tipo di evento: Rally Cross, Rally, Buggy Class1, Stock Baja, Trailblazer, Raid T1 e Trophy Truck.
È possibile modificarle sia con livree e vari accessori che si sbloccano progredendo via via nella carriera che dal punto di vista delle prestazioni. Prima di ogni gara è inoltre possibile intervenire sulla messa a punto del veicolo agendo su sei parametri: portanza, sospensioni, altezza da terra, rapporto marce, differenziale e bilanciamento freni.

## Versione PSP
Rispetto alle versioni per le console fisse, l'edizione distribuita per la PSP risulta essere stata realizzata con meno materiale sbloccabile e con un'impostazione di guida meno realistica e più arcade. La critica lo ha giudicato per quanto riguarda proprio questa arcadizzazione dello stile di guida, per l'intelligenza artificiale delle autovetture avversarie e per la realizzazione sia tecnica che del sonoro valutate al di sotto delle aspettative.